# Kurzschwänziger Bläuling

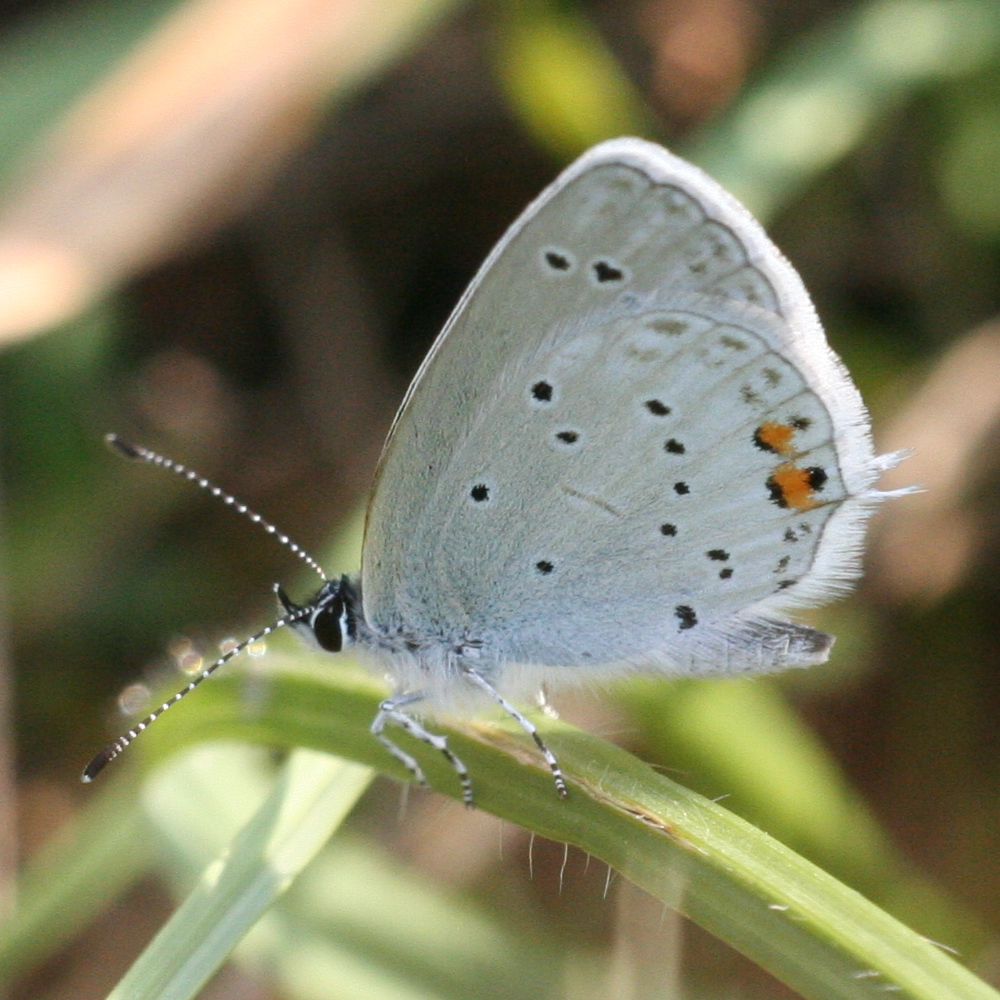
Flügelunterseite

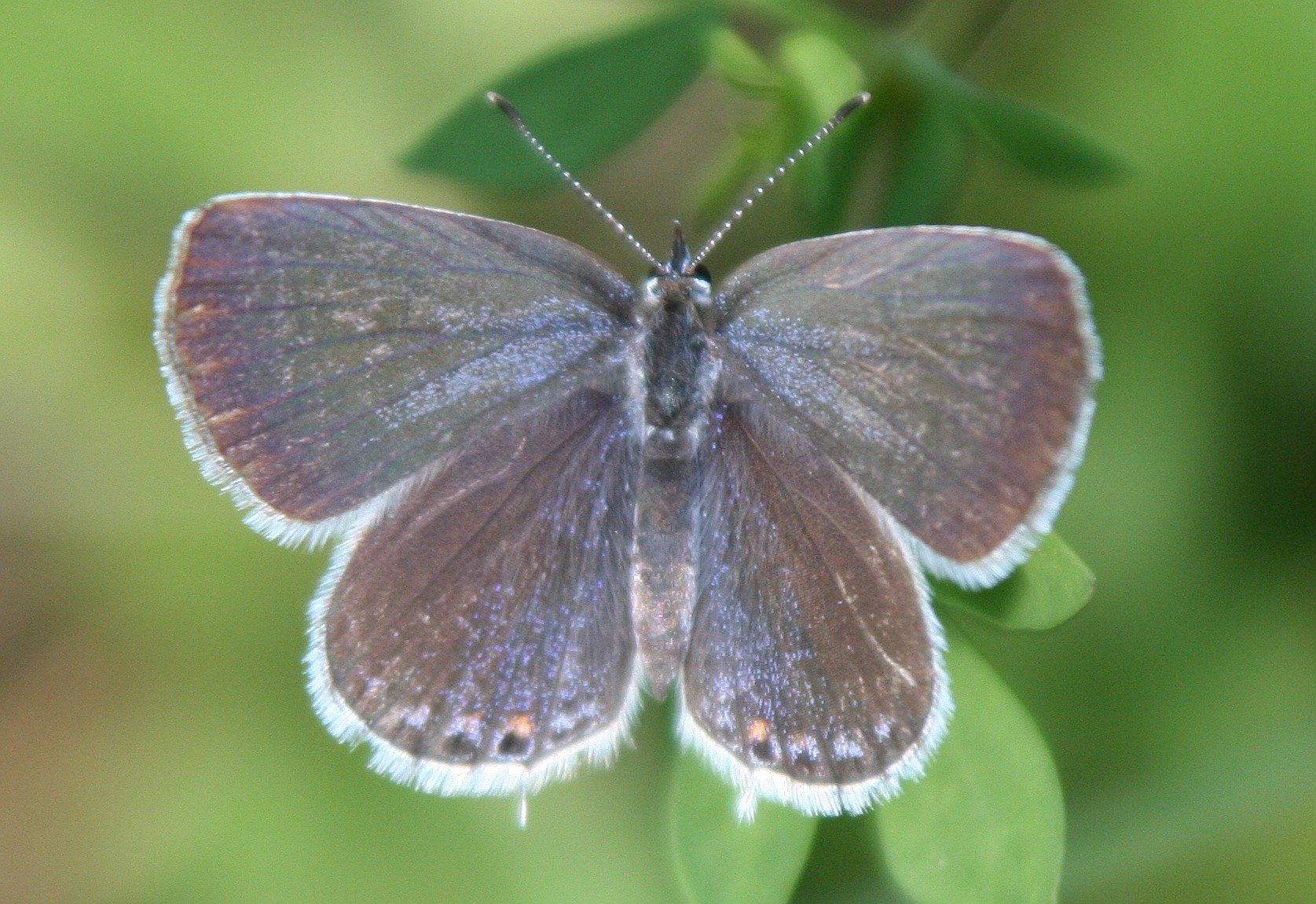
Weibchen

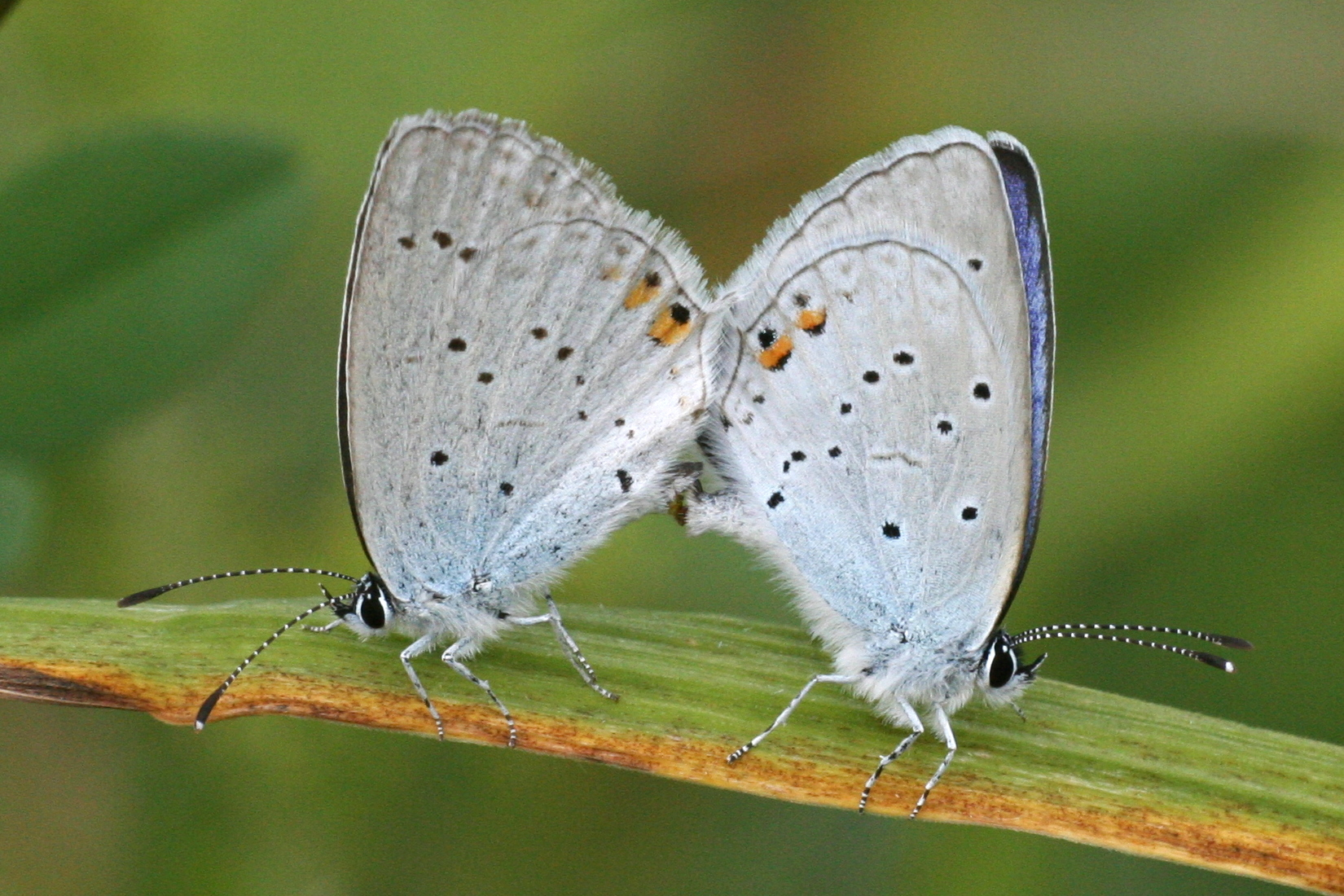
Paarung

Der Kurzschwänzige Bläuling (Cupido argiades) ist ein Schmetterling (Tagfalter) aus der Familie der Bläulinge (Lycaenidae).

## Merkmale
Die Falter erreichen eine Flügelspannweite von 25 bis 35 Millimetern. Der Kurzschwänzige Bläuling ist damit nach Cupido minimus der zweitkleinste Bläuling in Mitteleuropa. Charakteristisch für die Art sind je ein kurzes Schwänzchen an den Hinterflügeln. Die Flügeloberseiten der Männchen sind bläulich violett, die der zweiten Generation sind dunkler und weniger violett gefärbt. Die Flügelränder beider Flügelpaare sind schwarz gerandet und kurz, hell gefranst. Die Hinterflügel haben auf den Oberseiten manchmal schwarze Marginalflecken. Die Weibchen haben braungrau gefärbte Flügeloberseiten, die meist blauviolett gestäubt sind. Auf den Hinterflügeln ist am Ansatz der Schwänzchen je ein orangeschwarzer Punkt zu erkennen. Die Flügelunterseiten beider Geschlechter unterscheiden sich nicht; sie sind hellgrau gefärbt und am Ansatz hellblau gestäubt. Auf den Hinterflügelunterseiten sind mehrere schwarze, weiß gerandete Flecken unregelmäßig verteilt. Daneben ist, genauso wie auf den Vorderflügelunterseiten, in der Flügelmitte ein kurzer schwarzer Strich erkennbar, der aber auf den Hinterflügeln schmaler ausgebildet ist. Am Flügelrand sind meist nur zwei, manchmal auch schwach ein weiterer, kräftig gefärbte orange Flecken mit schwarzem Vorder- und Hinterrand erkennbar. Die restlichen Flecken sind nur durch die schwarzen Bereiche angedeutet.
Die Raupen sind etwa zehn Millimeter lang, grün gefärbt und haben eine dunkelgrüne Rückenlinie. Der Raupenkörper verjüngt sich an beiden Enden und ist weiß behaart. Der Raupenkopf ist schwarz und wird bei Ruhe in den Körper zurückgezogen. Überwinternde Raupen besitzen eine rosabraune Färbung und sind rötlich braun gezeichnet.

### Ähnliche Arten
- Südlicher Kurzgeschwänzter Bläuling (Cupido alcetas), Südeuropa
- Östlicher Kurzschwänziger Bläuling (Cupido decolorata)

### Synonyme
- Everes argiades (Pallas, 1771)[3]

## Verbreitung
Die Tiere kommen vom Norden Spaniens über Mittel-, Süd- und Osteuropa nach Asien bis Japan vor. Sie fehlen in weiten Teilen Italiens und dem Süden von Griechenland und der Türkei. Man findet sie bis in eine Höhe von etwa 1000 Metern. Die wärmeliebenden Tiere leben an gebüschreichen Wiesen und Lichtungen mit Blütenbewuchs.

## Lebensweise

### Flug- und Raupenzeiten
Die Tiere fliegen in zwei Generationen von Ende April bis Mitte Juni und von Juli bis August. Manchmal wird auch eine dritte Generation ausgebildet. Die Raupen der ersten Generation leben im September, überwintern und setzen ihre Entwicklung im darauf folgenden Jahr im April fort. Die Raupen der zweiten Generation können von Juni bis Juli beobachtet werden.

### Nahrung der Raupen
In der Literatur werden u. a. die folgenden Futterpflanzen für die Raupen erwähnt:
- Gewöhnlicher Hornklee (Lotus corniculatus)[1][2]
- Sumpf-Hornklee (Lotus pedunculatus)[1]
- Bunte Kronwicke (Securigera varia)[1]
- Luzerne (Medicago sativa)[1]
- Wiesen-Klee (Trifolium pratense)[1]
- Süß-Tragant (Astragalus glycyphyllos)[1]
- Stechginster (Ulex europaeus)[2]

Es wird auch über Kannibalismus unter Artgenossen berichtet.

## Entwicklung
Die Weibchen legen ihre Eier an den Knospen der Futterpflanzen ab. Die zweite Generation überwintert zwischen Laub. Im Frühjahr nehmen diese Tiere keine Nahrung mehr auf, sondern verpuppen sich in einer grünen, mit langen Haaren besetzten Gürtelpuppe an der Blattunterseite.

## Gefährdung
Die Art zeigt an ihrem nordwestlichen Arealrand, der durch den Norden Deutschlands verläuft, starke Bestandsschwankungen. Sie war in Deutschland in der zweiten Hälfte des 20. Jahrhunderts zunächst fast überall stark zurückgegangen und galt in den meisten Bundesländern als ausgestorben, etwas individuenreichere Vorkommen existierten nur noch in der Oberrheinebene in Baden-Württemberg und im Donaubecken, anschließend an die niederösterreichischen Vorkommen. Seit Ende der 1990er Jahre zeigt die Art fast überall einen positiven Bestandstrend und hat inzwischen zahlreiche Bundesländer, in denen sie vorher ausgestorben war, wieder besiedelt. Sie wurde daher in Deutschland in der Roten Liste von der Kategorie 2 (stark gefährdet) in der Roten Liste 1998 in die Vorwarnliste in der Roten Liste 2011 zurückgestuft. In einigen Regionen, so in Bayern, gilt die Art nun als ungefährdet. Inzwischen ist die Art in vielen Regionen Deutschlands weit verbreitet, sie fehlt aber nach wie vor im nordwestdeutschen Tiefland.